# Liste der Kulturdenkmäler in Niedernhausen
Die folgende Liste enthält die in der Denkmaltopographie ausgewiesenen Kulturdenkmäler auf dem Gebiet  der Gemeinde Niedernhausen, Rheingau-Taunus-Kreis, Hessen.
Hinweis: Die Reihenfolge der Denkmäler in dieser Liste orientiert sich zunächst an Ortsteilen und anschließend der Anschrift, alternativ ist sie auch nach der Bezeichnung, der vom Landesamt für Denkmalpflege vergebenen Nummer oder der Bauzeit sortierbar.
Kulturdenkmäler werden fortlaufend im Denkmalverzeichnis des Landes Hessen durch das Landesamt für Denkmalpflege Hessen auf Basis des Hessischen Denkmalschutzgesetzes (HDSchG) geführt. Die Schutzwürdigkeit eines Kulturdenkmals hängt nicht von der Eintragung in das Denkmalverzeichnis des Landes Hessen oder der Veröffentlichung in der Denkmaltopographie ab.

Das Vorhandensein oder Fehlen eines Objekts in dieser Liste ist keine rechtsverbindliche Auskunft darüber, ob es Kulturdenkmal ist oder nicht: Diese Liste entspricht möglicherweise nicht dem aktuellen Stand der offiziellen Denkmaltopographie. Diese ist für Hessen in den entsprechenden Bänden der Denkmaltopographie Bundesrepublik Deutschland und im Internet unter DenkXweb – Kulturdenkmäler in Hessen einsehbar. Auch diese Quellen sind, obwohl sie durch das Landesamt für Denkmalpflege Hessen aktualisiert werden, nicht immer aktuell, da es im Denkmalbestand immer wieder Änderungen gibt.
Eine verbindliche Auskunft erteilt allein das Landesamt für Denkmalpflege Hessen.
Nutze diese Kartenansicht, um Koordinaten in der Liste zu setzen. In dieser Kartenansicht sind Kulturdenkmale ohne Koordinaten mit einem roten bzw. orangen Marker dargestellt und können in der Karte gesetzt werden. Kulturdenkmale ohne Bild sind mit einem blauen bzw. roten Marker gekennzeichnet, Kulturdenkmale mit Bild mit einem grünen bzw. orangen Marker.

## Kulturdenkmäler nach Ortsteilen

### Engenhahn
| Bild               | Bezeichnung                        | Lage                                       | Beschreibung | Bauzeit       | Objekt-Nr. |
| ------------------ | ---------------------------------- | ------------------------------------------ | --- | ------------- | ---------- |
| Ehemaliges Rathaus | Ehemaliges Rathaus                 | In der Lei 2 LageFlur: 1, Flurstück: 303/3 | Ehemaliges Rathaus, früher auch Schul-, Back- und Feuerwehrhaus. Heute Poststelle und Gemeindehaus. Das Haus ist ein Fachwerkbau mit gemauertem Erdgeschoss. | 1768          | 14029 DDB  |
| weitere Bilder     | Katholische Pfarrkirche St. Martha | Kirchweg 1a LageFlur: 5, Flurstück: 18/5   | Die Kirche wurde am westlichen Ortsrand in erhöhter Lage nach Plänen von Alois Vogt gebaut. Der neugotische Bau hat einen schlanken viereckigen Dachreiter, zurückspringenden Chor und eine Putzfassade mit Strebepfeilern und Spitzbogenfenstern. Im Inneren findet sich ein Altar von 1670 mit Knorpelwerk und eine Muttergottesstatue aus Holz, um 1740. | 1890/91       | 14030 DDB  |
| Ehemalige Schule   | Ehemalige Schule                   | Talstraße 24 LageFlur: 1, Flurstück: 243/1 | Die Schule wurde als Fachwerkbau erbaut. | kurz vor 1900 | 14031 DDB  |

### Königshofen
| Bild                       | Bezeichnung                | Lage | Beschreibung                                                                          | Bauzeit                  | Objekt-Nr. |
| -------------------------- | -------------------------- | --- | ------------------------------------------------------------------------------------- | ------------------------ | ---------- |
| weitere Bilder             | Theißtalbrücke             | A 3, Unter der Arnoldshecke, Theisbach, Auf der Eich, Arnoldshecke LageFlur: 17, 20, Flurstück: 2/30, 117/8, 117/9, 121/7, 123/5, 125/7, 127/7, 144/19, 167/3, 174/3, 175/10, 183/6 | Autobahnbrücke, Wahrzeichen von Niedernhausen.                                        | 1937–39                  | 14033 DDB  |
| weitere Bilder             | Wasserturm                 | Am Wasserturm 2 LageFlur: 18, Flurstück: 75/10 |                                                                                       | um 1900                  | 14036 DDB  |
| Lokomotivschuppen          | Lokomotivschuppen          | Am Wasserturm 3 LageFlur: 18, Flurstück: 75/13 |                                                                                       | um 1900                  | 14035 DDB  |
| weitere Bilder             | Wohnhaus                   | Brunnenstraße 22 LageFlur: 19, Flurstück: 16/6 |                                                                                       | zweite Hälfte des 18. Jh | 14034 DDB  |
| Ehemalige Fabrikantenvilla | Ehemalige Fabrikantenvilla | Niederseelbacher Straße 64 LageFlur: 17, Flurstück: 16/1 | Ehemalige Fabrikantenvilla, heute Teil des Privat-Gymnasiums mit moderneren Anbauten. | 1920er                   | 14037 DDB  |

### Niedernhausen
| Bild                    | Bezeichnung             | Lage                                                         | Beschreibung                                                                                   | Bauzeit        | Objekt-Nr. |
| ----------------------- | ----------------------- | ------------------------------------------------------------ | ---------------------------------------------------------------------------------------------- | -------------- | ---------- |
| Haus von Südost (2016)  |                         | An der alten Jugendherberge 1 LageFlur: 12, Flurstück: 122/2 | Landhaus und ehemalige Jugendherberge mit Sichtfachwerk, das eine Backsteinausfachung besitzt. | kurz vor 1900  | 14040 DDB  |
| weitere Bilder          | Grenzstein              | Feldbergstraße LageFlur: 13, Flurstück: 69/4                 |                                                                                                | 1723           | 14050 DDB  |
| Guldenmühle             | Guldenmühle             | Frankfurter Straße 27/29 LageFlur: 6, Flurstück: 2/5, 2/6    |                                                                                                | 1283 (erwähnt) | 14049 DDB  |
| Evangelische Kirche     | Evangelische Kirche     | Fritz-Gontermann-Straße 2 LageFlur: 11, Flurstück: 116/6     |                                                                                                | 1904           | 14047 DDB  |
| Evangelisches Pfarrhaus | Evangelisches Pfarrhaus | Fritz-Gontermann-Straße 4 LageFlur: 11, Flurstück: 116/6     |                                                                                                | um 1900        | 14042 DDB  |
|                         |                         | Fritz-Gontermann-Straße 7 LageFlur: 11, Flurstück: 273/105   | Eingeschossiges Landhaus von 1904, auf hohem Bruchsteinsockel, ausgebautes Dach mit Kniestock. | 1904           | 14043 DDB  |
|                         |                         | Ilfelder Platz 3 LageFlur: 11, Flurstück: 73/6               | Postgebäude gegenüber dem Bahnhof Niedernhausen.                                               | um 1900        | 14039 DDB  |
| Bild gesucht BW         |                         | Obernhausen 1. Gewann LageFlur: 12, Flurstück: 1178          | Grenzstein                                                                                     |                | 820491 DDB |
|                         |                         | Schöne Aussicht 14 LageFlur: 10, Flurstück: 382/1            | Freistehende gründerzeitliche Villa mit weitgehend erhaltener Fassade.                         | um 1900        | 14045 DDB  |
| Alte katholische Kirche | Alte katholische Kirche | Wiesbadener Straße 15 LageFlur: 9, Flurstück: 461/2          |                                                                                                | 1881–85        | 14048 DDB  |
| weitere Bilder          | Rathaus                 | Wilrijkplatz LageFlur: 20, Flurstück: 101/5                  |                                                                                                | 1903           | 14044 DDB  |

### Niederseelbach
| Bild                    | Bezeichnung                   | Lage | Beschreibung                                                   | Bauzeit           | Objekt-Nr. |
| ----------------------- | ----------------------------- | --- | -------------------------------------------------------------- | ----------------- | ---------- |
| Evangelisches Pfarrhaus | Evangelisches Pfarrhaus       | Engenhahner Straße 7 LageFlur: 1, Flurstück: 175 |                                                                | 1927              | 53356 DDB  |
| weitere Bilder          |                               | Oberseelbacher Straße 3 LageFlur: 1, Flurstück: 90/1 | Fachwerkwohnhaus                                               | spätes 18. Jh.    | 14636 DDB  |
|                         |                               | Oberseelbacher Straße 6 LageFlur: 1, Flurstück: 222 | Hofreite                                                       | 18. Jh.           | 14637 DDB  |
|                         |                               | Oberseelbacher Straße 11 LageFlur: 1, Flurstück: 149 | Vierseithof mit Fachwerkwohnhaus                               | 18. Jh.           | 14054 DDB  |
|                         |                               | Oberseelbacher Straße 13 LageFlur: 1, Flurstück: 150 | Wohnhaus                                                       | 18. Jh.           | 14055 DDB  |
| weitere Bilder          |                               | Oberseelbacher Straße 15 LageFlur: 1, Flurstück: 151/2 | Wohnhaus                                                       | 1853 oder 1855    | 14056 DDB  |
| weitere Bilder          |                               | Pfarrstraße 1 LageFlur: 1, Flurstück: 146 | Ehemalige Schule, heute Wohnhaus                               | 18. Jh.           | 14057 DDB  |
| weitere Bilder          | Ehem. evangelisches Pfarrhaus | Pfarrstraße 3 LageFlur: 1, Flurstück: 144/12 | ganzverputztes Fachwerkgebäude                                 |                   | 14059 DDB  |
| weitere Bilder          | Evangelische Pfarrkirche      | Pfarrstraße 16, Pfarrstraße, Oberseelbacher Straße 10, Oberseelbacher Straße, In den Weidengärten LageFlur: 1, Flurstück: 155/1, 162/4, 162/5, 220, 221/1, 221/2, 224, 225, 233/1, 233/2, 234, 238–244, 245/1, 245/2, 246–252 | Kirche mit ummauertem Kirchhof, auch als St. Johannes bekannt. | 13. Jh. (erwähnt) | 14058 DDB  |

### Oberjosbach
| Bild                                                  | Bezeichnung                         | Lage                                                                          | Beschreibung | Bauzeit         | Objekt-Nr. |
| ----------------------------------------------------- | ----------------------------------- | ----------------------------------------------------------------------------- | --- | --------------- | ---------- |
| weitere Bilder                                        |                                     | Am Alten Rathaus 3 LageFlur: 3, Flurstück: 75/3                               | | 1699 (unsicher) | 14066 DDB  |
| Rathaus                                               | Rathaus                             | Am Alten Rathaus 7 LageFlur: 2, Flurstück: 43/1                               | | 1924            | 14067 DDB  |
| Wegekreuz                                             | Wegekreuz                           | Feldbergstraße (L 3027) LageFlur: 23, Flurstück: 1/1                          | | spätes 19. Jh.  | 14075 DDB  |
| weitere Bilder                                        | Gesamtanlage                        | Gesamtanlage (Limburger Straße 13–25, 20, 22, 24; Untergasse 2, 5, 7) Lage    | Ortskern Oberjosbach |                 | 14061 DDB  |
| Friedhof, Friedhofskreuz                              | Friedhof, Friedhofskreuz            | Heftricher Weg LageFlur: 15, Flurstück: 109                                   | | spätes 19. Jh.  | 14074 DDB  |
| weitere Bilder                                        |                                     | Königsteiner Straße 2 LageFlur: 1, Flurstück: 28/3                            | | 18. Jh.         | 14065 DDB  |
| Kapelle in Oberjosbach, Limburger Ecke Kapellenstraße | Kapelle                             | Limburger Straße LageFlur: 3, Flurstück: 93/2                                 | Kleine Wegekapelle am vormaligen westlichen Ortseingang; Ecke Kapellenstraße. | 1904            | 14072 DDB  |
|                                                       |                                     | Limburger Straße 13 LageFlur: 1, Flurstück: 12/1                              | Wohnhaus und Scheune | 1847 (unsicher) | 14068 DDB  |
|                                                       |                                     | Limburger Straße 17 LageFlur: 1, Flurstück: 11/1                              | | frühes 18. Jh.  | 14069 DDB  |
|                                                       |                                     | Limburger Straße 20 LageFlur: 3, Flurstück: 86/1                              | | um 1700         | 30565 DDB  |
|                                                       |                                     | Limburger Straße 25 LageFlur: 1, Flurstück: 7/3                               | | frühes 18. Jh.  | 14071 DDB  |
| weitere Bilder                                        | Grenzstein                          | Obernhausen 1. Gewann, Feldbergstraße LageFlur: 12, 13, Flurstück: 1178, 69/4 | | 1723            | 14076 DDB  |
| Katholisches Pfarrhaus                                | Katholisches Pfarrhaus              | Pfarrer-Anton-Thies-Platz 2 LageFlur: 15, Flurstück: 105                      | Das Pfarrhaus liegt oberhalb der Kirche St. Michael und direkt neben dem Kindergarten in der Alten Schule. An der Südwand des Backsteinbaus befindet sich auf einer Steinkonsole die Figur Christus als guter Hirte. | kurz vor 1900   | 14062 DDB  |
| weitere Bilder                                        | Katholische Pfarrkirche St. Michael | Pfarrer-Anton-Thies-Platz 3 LageFlur: 2, Flurstück: 41/3                      | | 1949            | 14063 DDB  |
| weitere Bilder                                        | Kriegerdenkmal                      | Pfarrer-Anton-Thies-Platz 3 LageFlur: 2, Flurstück: 41/3                      | |                 | 14064 DDB  |
|                                                       |                                     | Untergasse 8 LageFlur: 1, Flurstück: 19/3                                     | | frühes 18. Jh.  | 14073 DDB  |

### Oberseelbach
| Bild                | Bezeichnung         | Lage                                                             | Beschreibung | Bauzeit                   | Objekt-Nr. |
| ------------------- | ------------------- | ---------------------------------------------------------------- | --- | ------------------------- | ---------- |
| Brunnen             | Brunnen             | Hauptstraße 3 LageFlur: 1, Flurstück: 90/2                       | Der Brunnen aus der Zeit befindet sich in der Mitte des Ortes in der Hauptstraße | um 1900                   | 14078 DDB  |
| weitere Bilder      |                     | Hauptstraße 6 LageFlur: 1, Flurstück: 32                         | Geschlossene Hofanlage in einer Kurve der Hauptstraße. Zwei aneinandergereihte Scheunen bilden einen geraden Abschluss, die abgewinkelten Nebengebäude mit Hoftor folgen dem Straßenverlauf. Das verputzte Wohnhaus mit Krüppelwalmdach steht typologisch am Übergang vom barocken Bauernhaus zum biedermeierlichen Wohnhaustyp mit strenger Fassadenordnung und Mitteleingang. Hier zeigt die Fensterstellung noch die Herkunft vom dreizonigen Fachwerkhaus. | erste Hälfte des 19. Jh.  | 14638 DDB  |
| Rat- und Backhaus   | Rat- und Backhaus   | Hauptstraße 11 LageFlur: 1, Flurstück: 84                        | | spätes 18. Jh.            | 14080 DDB  |
|                     |                     | Hauptstraße 25a, Zum Hohlen Stein 2 LageFlur: 1, Flurstück: 55/4 | Vierseithof | zweite Hälfte des 18. Jh. | 14081 DDB  |
| Feuerwehrgerätehaus | Feuerwehrgerätehaus | Zum hohlen Stein 1 LageFlur: 1, Flurstück: 58/1                  | | 19. Jh.                   | 14082 DDB  |

## Abgegangene Kulturdenkmäler
| Bild               | Bezeichnung        | Lage                                                              | Beschreibung | Bauzeit                   | Objekt-Nr. |
| ------------------ | ------------------ | ----------------------------------------------------------------- | ------------ | ------------------------- | ---------- |
| Gasthaus zum Anker | Gasthaus zum Anker | Niedernhausen, Wiesbadener Straße 6 LageFlur: 1, Flurstück: 178/4 |              | zweite Hälfte des 17. Jh. |            |